# Jimmy Blandón
Jimmy Blandón (Esmeraldas, 20 de novembro de 1969) é um ex-futebolista equatoriano que atuava como meia.

## Carreira
Jimmy Blandón integrou a Seleção Equatoriana de Futebol na Copa América de 1999.